# Pauesia goidanichi
Pauesia goidanichi är en stekelart som beskrevs av Jaroslav Stary 1966. Pauesia goidanichi ingår i släktet Pauesia och familjen bracksteklar. Inga underarter finns listade i Catalogue of Life.